# Ian Poulter
Ian James Poulter (Hitchin,, 10 de gener de 1976) és un golfista professional anglès que és membre de dos circuits professionals de nivell mundial, l'estatunidenc PGA Tour i l'European Tour.